# Tjocktjuven
Tjocktjuven är en svensk långfilm från 2006.

## Handling
Harry älskar sin hustru Livia men efter hennes död sörjer han henne djupt, försörjer sig på ficktjuveri och ägnar sig åt samlingen av stulna plånböcker. Snart nog åker han fast och han får polisen Karin som övervakare. Harry förälskar sig i henne men spöket efter Livia verkar ständigt tränga sig emellan.

## Skådespelare
- Tomas Köhler - Harry
- Frida Hallgren - Livia
- Vanna Rosenberg - Karin
- Mona Seilitz - Molly
- Stina Rautelin - Carita
- Andreas Svensson - Klas, kock
- Ivan Mathias Petersson - Restaurangchef
- Mikael Persbrandt - Präst
- Tommy Andersson - Kalle
- Niklas Engdahl - Alex
- Nina Gunke - Polischef
- Lars Bethke - Svante
- Gerhard Hoberstorfer - Vincent
- Malin Sternbrink - Servitris
- Adam Håkansson - Harry som ung
- Julia Wulff - Bella